# 皮拉

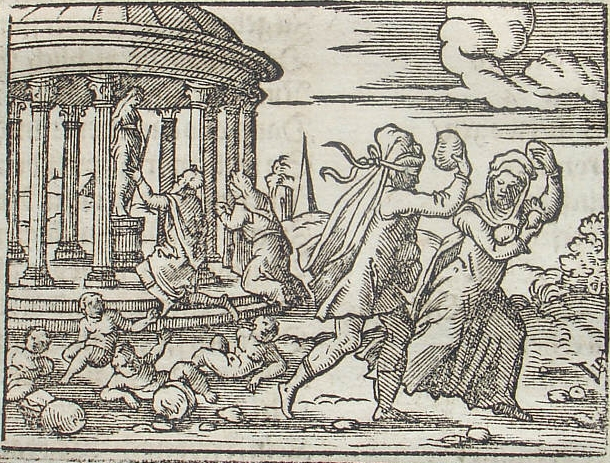
杜卡利翁和皮拉 拋的石頭變成嬰兒。

皮拉是希臘神話中厄庇墨透斯及潘朵拉的女兒，杜卡利翁的妻子。
當宙斯決定以大洪水結束青銅時代，杜卡利翁和皮拉是唯一生存下來的人。雖然普羅米修斯幫人類從奧林匹斯偷取了火而被宙斯鎖在高加索山的懸崖上，但他仍能預知大洪水的來臨，因此命兒子杜卡利翁建造方舟。大洪水泛濫時，杜卡利翁和皮拉的船就停在唯一沒有被淹浸的帕納塞斯山。
洪水退卻後，杜卡利翁夫婦再次踏觸陸地。杜卡利翁接到忒彌斯的神諭，將母親的骨頭向後拋。杜卡利翁和皮拉知道「母親」是指大地之神蓋亞，而「骨頭」指石頭。他們按照神諭，將石頭向後拋。皮拉拋的石頭變成了女人，而杜卡利翁拋的石頭變成了男人。
杜卡利翁和皮拉育有三子赫楞、安菲克堤翁、奧雷塞伊斯，和三女普羅特吉尼亞、潘朵拉二世、西亞。

## 外部連結
- Pyrrha （页面存档备份，存于） – http://www.theoi.com/ （页面存档备份，存于）
- Pyrrha （页面存档备份，存于） – http://www.mythindex.com/ （页面存档备份，存于）